# Bahnhof 21
Als Bahnhof 21 werden verschiedene, teils wieder fallengelassene oder aufgeschobene Projekte der Deutschen Bahn AG zum Umbau einiger Bahnhöfe im 21. Jahrhundert bezeichnet.
Im Zuge dieser auch als Projekte 21 bezeichneten Vorhaben sollen nicht mehr benötigte Bahnbetriebsflächen der städtischen Entwicklung zur Verfügung gestellt und der Zugverkehr beschleunigt werden. Die durch die Bahn beanspruchten städtischen Flächen sollen dabei insgesamt reduziert werden. Teilweise ist auch der Umbau von Kopfbahnhöfen zu Durchgangsbahnhöfen vorgesehen.

## Geschichte
Die Projekte 21 fußen nach DB-Angaben auf der Idee, freiwerdende Flächen der modernisierten Eisenbahn der Stadtentwicklung zur Verfügung zu stellen. Als Projekte 21 sei dabei ein entsprechender Planungsdialog zwischen DB, Ländern und Kommunen bezeichnet worden. Laut einem Zeitungsbericht habe der Architekt Meinhard von Gerkan, beflügelt vom Berliner Hauptbahnhof, die Idee auf den Weg gebracht. Nach ersten internen Schätzungen der DB seien etwa 25 Städte mit einer freiwerdenden Gesamtfläche von rund 1.600 Hektar für 21er Projekte in Frage gekommen. Ein anderer Bericht spricht von 17 Städten, die Bahnchef Heinz Dürr für 21er Projekte ins Auge gefasst habe.
Im Juni 1996 wurden die Projekte Frankfurt 21 und München 21 vorgestellt. 1996 lagen erste Planungen unter anderem für Frankfurt am Main, München, Saarbrücken und Mannheim vor. Das am weitesten fortgeschrittene 21er-Projekt sei dabei Stuttgart 21 gewesen. Für Neu-Ulm gab es konkrete Planungen. Auch für Nürnberg und Potsdam gab es Überlegungen.
Die Deutsche Bahn stellte im Oktober 1996 unter dem Titel Renaissance der Bahnhöfe in einer Ausstellung parallel zur Architekturbiennale 1996 in Venedig ihre Überlegungen für Bahnhöfe der Zukunft vor. Dazu zählten auch die Projekte 21.
Anfang 1998 gab es darüber hinaus konkrete Planungen in Mannheim, Magdeburg und Lindau. Mitte 1998 liefen Planungsstudien unter anderem für die Städte Frankfurt am Main, Hamburg, Magdeburg, Mannheim, München, Neu-Ulm und Saarbrücken.
Bundesweit sollten im Rahmen des Projekts 400 Hektar Innenstadtflächen verkauft werden können. Nach Bahnangaben von Mitte 1998 sollten nur Projekte weiterverfolgt werden, in denen sich die öffentliche Hand in mindestens derselben Höhe wie die Deutsche Bahn beteilige.
Für die Deutsche Bahn galt Stuttgart 21 Ende der 1990er Jahre als Pilotprojekt für die übrigen Vorhaben.
Mitte 1999 wurden die Projekte auf den Prüfstand gestellt. Die Vorhaben in Frankfurt, München und Stuttgart wurden auf ihre Wirtschaftlichkeit überprüft. Laut einem Zeitungsbericht von 2007 hätten sich von 17 bundesweit geprüften Bahnhof-21-Projekten letztlich nur Stuttgart 21 und Neu-Ulm 21 als wirtschaftlich darstellbar erwiesen.
Im Raum Frankfurt wurde im Anschluss das Projekt RheinMain plus verfolgt.

## Überblick

### Abgeschlossene Projekte
- Das Projekt Neu-Ulm 21 wurde 2007 abgeschlossen. Hier ist der Durchgangsbahnhof für schnelle Durchfahrten optimiert in Tieflage neu gebaut und die Oberfläche neu gestaltet worden.
- Im Projekt Saarbrücken 21 wurde der Hauptbahnhof bis 2007 neu geordnet und renoviert. Frei gewordene ehemalige Bahnflächen werden als neuer Stadtteil Quartier Eurobahnhof entwickelt.
- Bei Lindau 21 ist im Zuge der Elektrifizierung der Strecke München–Memmingen–Lindau der Kopfbahnhof auf der Insel um einen Durchgangsbahnhof Lindau-Reutin auf dem Festland ergänzt worden. Dadurch werden die Reisezeiten der Relation München–Zürich verkürzt sowie indirekt eine bessere Anbindung des Gotthard-Basistunnels erreicht. Nach einer längeren Diskussion um den Erhalt des zuvor Lindau Hauptbahnhof genannten Inselbahnhofs wurde Ende 2011 eine Kompromisslösung beschlossen. In Lindau-Reutin soll ein kleiner Durchgangsbahnhof für den Fern- und Regionalverkehr entstehen, wobei der Inselbahnhof in verkleinerter Form erhalten bleibt. Diesen Vorschlag hat die Bevölkerung der Stadt in einer weiteren Abstimmung im März 2012 angenommen. Das Projekt wurde zum Fahrplanwechsel im Dezember 2020 realisiert.

### Laufende Projekte
- In Stuttgart war Baubeginn im Februar 2010, die Fertigstellung des Projekts Stuttgart 21 ist für frühestens Juli 2027 vorgesehen.
- Die vormals unter dem Titel Magdeburg 21 geplante Modernisierung des Hauptbahnhofs Magdeburg findet in den Jahren 2007 bis 2027 statt.

### Aufgeschobene oder gestoppte Projekte
- Die Mitte Juni 1996 vorgestellten Projekte Frankfurt 21 und München 21 sahen vor, in Frankfurt am Main und München jeweils den Kopfbahnhof durch einen unterirdischen Durchgangsbahnhof zu ersetzen.[6] Die Realisierung der Projekte ist nicht absehbar. Im Raum Frankfurt werden im Anschluss seither die Projekte RheinMain plus und Fernbahntunnel Frankfurt am Main weiter verfolgt.
- Aus dem Projekt Mannheim 21 hat sich die Deutsche Bahn AG 2003 zurückgezogen. Ursprünglich gab es hier Pläne, den Durchgangsbahnhof zu optimieren, um die Ein- und Ausfahrgeschwindigkeiten zu erhöhen und die Zahl der Bahnsteiggleise zu reduzieren. Die Stadt Mannheim entwickelt nun unter dem Titel Glückstein-Quartier ein neues Stadtquartier auf der Südseite des Hauptbahnhofs, für das ehemalige Bahn- und Industrieflächen genutzt werden.